# Asteia aberrans
Asteia aberrans är en tvåvingeart som beskrevs av Hardy och Mercedes Delfinado 1980. Asteia aberrans ingår i släktet Asteia och familjen smalvingeflugor. Inga underarter finns listade i Catalogue of Life.